# 교만
교만(驕慢, IPA: [kjoma̠n])은 높은 자존심, 타인보다 중요, 매력적으로 되고 싶다는 욕망, 칭찬을 그에 상당하는 사람에게 보내는 것에의 태만, 과도의 자기애 등을 가리킨다.

## 기독교
기독교에서는 교만(arrogant)은 칠죄종의 하나로 꼽힌다. 또, 구약 성서의 「잠언」에 「교만은 패망의 선봉」(Pride goes before a fall)라는 말이 있다. 자존심(혹은 허영심 vanity)은 자신의 능력에 대한 과신(그것은 신의 혜택을 이해하는데의 장애가 된다)을 의미한다.

## 불교
번뇌는 2종류로 나뉘어 무명 = 삼독 = 삼혹과 잘못된 견해로부터 된다. 무명은 탐욕, 분노, 푸념이며, 잘못된 견해는 만, 의, 견이다. 6맞추고, 6번뇌와 불교의 일파 유식파로 말한다. 만은 불교에서는 스스로 외를 비교해 경멸해, 스스로를 시 봐 흥분되는 것으로, 경고한다.
만은 또 주로 7종으로 나뉜다.
1. 만
2. 과만: 동등에 대해서는 우수했다고, 훌륭하게는 동등과 흥분된다.
3. 만과만: 우수한 사람에 대해서, 반대로 자신이 우수했다고 한다.
4. 인내: 자신의 심신을 영원 불변의 나와 부탁한다.
5. 증상만: 깨달음을 얻지 않는데 얻었다고 한다.
6. 비만: 많이 우수한 사람보다, 조금 뒤떨어지고 있을 만한 것으로 한다.
7. 사만: 덕이 없는데 있는 것으로 한다.

그 외 8만, 9만 등의 분류가 있다.

## 유교
유교에서는 공검이 존중해져 그 반대 개념인 오, 교, 만은 소외당한다.

## 파스칼
블레즈 파스칼은 자신의 비참함이라는 본래 상태에 무지하다고 중시했다. 그가 나타내 보이는 구제의 길은 기독교인으로서의 길에 따르는 것으로 되었다. 무신앙자가 얼마나 무위, 나태를 극복해도, 교만에 빠진다고 말했다.

## 그리스
- 희랍어로 휴비리스 (hybris).
- 타인의 권리를 침범해, 신을 모독하는 것으로, 인간이 자기의 분수를 넘는 것이, 신들의 분노를 부른다고 여겨져 거기에 인간의 파멸의 한 요인이 요구되었다.

## 같이 보기
- 과대망상
- 나르시시즘
- 더닝-크루거 효과
- 오만 (자기애)
- 자기 고양적 편견
- 고마니즘 선언 - 「오만」을 어원으로 하는 코바야시 요시노리의 만화 작품.